# The Notorious K.I.M.
The Notorious K.I.M. è il secondo album in studio della rapper statunitense Lil' Kim, pubblicato il 27 giugno 2000 dalla Atlantic Records, Queen Bee Entertainment e Undeas Recordings.

## Tracce
1. Lil' Drummer Boy (feat. Redman & Cee-Lo) – 4:31 (Kimberly Jones, Thomas Burton, Mario Winans, Reggie Noble)
2. Custom Made (Give It To You) – 3:06 (Kimberly Jones, Nick Loftin, Daniel Glogower, Marvin Burns)
3. Who's Number One? – 3:13 (Kimberly Jones, Richard Frierson, Frank Wilson, Anita Poree, Leonard Caston Jr.)
4. Suck My Dick – 4:03 (Kimberly Jones, Ray Salas, Sean Combs, Andru Donalds, Norman Glover, Joan Morgan, Shirley Murdock, Carl Thompson, Roger Troutman, Larry Troutman, Christopher Wallace)
5. Single Black Female (feat. Mario Winans) – 4:14 (Kimberly Jones, Mario Winans, Sade Adu, Martin Ditcham)
6. Revolution (feat. Grace Jones & Lil' Cease) – 4:54 (Kimberly Jones, Mario Winans, Sean Combs)
7. How Many Licks? (feat. Sisqó) – 3:43 (Kimberly Jones, Mario Winans, Sean Combs)
8. Notorious KIM – 3:39 (Kimberly Jones, Dana Stinson)
9. No Matter What They Say – 4:16 (Kimberly Jones, Darren Henson, José Feliciano, Eric B. & Rakim, Edward Archer, Jackey Beavers, Jack C. Hill, Preston Joyner, Dennis Taylor, Howard Thompson, Nile Rodgers, Bernard Edwards)
10. She Don't Love You – 3:31 (Kimberly Jones, Klen Raphael, Michael Jones)
11. Queen Bitch Pt. 2 (feat. Puff Daddy) – 3:58 (Kimberly Jones, Nashiem Myrick, Carlos Broady, Jay Garfield)
12. Don't Mess With Me – 4:48 (Kimberly Jones, Kanye West, Deric Angelettie, Cliff Wade, Geoff Gill)
13. Do What You Like (feat. Junior M.A.F.I.A.) – 5:16 (Kimberly Jones, Klen Raphael, James Lloyd, Antoine Spain, Jamel Fisher)
14. Off The Wall (feat. Lil' Cease) – 4:05 (Kimberly Jones, Mario Winans, Sean Combs)
15. Right Now (feat. Carl Thomas) – 2:32 (Kimberly Jones, Klen Raphael, Suzanne Vega, Vaughan Mason)
16. Aunt Dot (feat. Lil' Shanice) – 5:25 (Kimberly Jones, Mario Winans)
17. Hold On (feat. Mary J. Blige) – 6:06 (Kimberly Jones, Mary J. Blige, Nashiem Myrick, T-Bone Walker)
18. I'm Human (Kimberly Jones, Carl Thomas, Mario Winans)

## Successo commerciale
The Notorious K.I.M. ha esordito al 4º posto della Billboard 200 con 229 000 copie vendute, segnando il suo primo ingresso nella top 10 della classifica statunitense. L'album è rimasto 37 settimane in classifica ed è certificato disco di platino.

## Classifiche

### Classifiche settimanali
| Classifica (2000-01) | Posizione massima |
| -------------------- | ----------------- |
| Francia              | 70                |
| Germania             | 76                |
| Paesi Bassi          | 85                |
| Regno Unito          | 67                |
| Stati Uniti          | 4                 |
| Svizzera             | 100               |

### Classifiche di fine anno
| Classifica (2000) | Posizione |
| ----------------- | --------- |
| Stati Uniti       | 89        |